# Graphocephala penignava
Graphocephala penignava är en insektsart som beskrevs av Young 1977. Graphocephala penignava ingår i släktet Graphocephala och familjen dvärgstritar. Inga underarter finns listade i Catalogue of Life.